# Zdenek Nejedly
Zdeněk Nejedlý, češki muzikolog, predavatelj in akademik, * 10. februar 1878, † 9. februar 1962.
Nejedly je deloval kot profesor muzikologije na Karlovi univerzi v Pragi, bil predsednik Akademije znanosti ČSSR ter bil dopisni član Slovenske akademije znanosti in umetnosti (od 7. novembra 1947).